# Naro Island
Naro Island ist eine Insel der Provinz Masbate auf den Philippinen. Sie liegt etwa 8 km vor der Südküste der Insel Masbate und 12 km südöstlich der Insel Chico, 25 km nördlich liegt die Insel Peña. Naro Island liegt im Golf von Asid, im Norden der Visayas-See. Sie wird von der Stadtgemeinde Cawayan aus verwaltet und auf ihr liegen die Barangays Naro, Lo-oc, Punta Batsan und Talisay, diese werden als dörflich beschrieben. Bei der Volkszählung 2007 wurden exakt 8815 Einwohner registriert.
Die Insel hat die Form eines Faustkeils, der von Nord nach Süd ausgerichtet ist. Der etwa 4,8 km lange und ca. 2,1 km breiten Insel sind im Nordosten Korallenriffe und Seegraswiesen vorgelagert. Die Topographie der Insel ist gekennzeichnet durch ein flachhügeliges Terrain. Der Pflanzenwuchs der Insel besteht aus einer dichten tropischen Vegetation. Die Bevölkerung lebt hauptsächlich vom Fischfang, im Inselinneren finden sich auch kleinere landwirtschaftlich genutzte Flächen. An der Küstenlinie der Insel finden sich größere Mangrovenwälder, diese befinden sich seit dem 23. April 2000 unter Naturschutz. Auf einer Fläche von 109,98 Hektar wurde das Naro Island Wildlife Sanctuary eingerichtet.
Eine Fährverbindung zur Insel besteht vom Hafen in Cawayan aus, sie dauert ca. 30–40 Minuten.